# Verměřovice (przystanek kolejowy)
Verměřovice – przystanek kolejowy w Verměřovicach, w kraju pardubickim, w Czechach. Znajduje się na wysokości 400 m n.p.m..
Na przystanku nie ma możliwości zakupu biletu, a obsługa podróżnych odbywa się w pociągu.

## Linie kolejowe
- 024 Ústí nad Orlicí – Štíty